# Lorenzo Giustiniani
Lorenzo Giustiniani (1381 - 8 de Janeiro de 1456), o Laurentius Justinianus (Lourenço Justiniano) do Calendário romano, foi bispo e o primeiro Patriarca de Veneza, sendo venerado como santo pela Igreja Católica.

## Biografia
Pertencia à família dos Giustiniani, a quem perteceram outros santos católicos. A religiosidade de sua mãe ter-lhe-á servido de inspiração quando adulto. Em 1400, entrou para a congregação dos Cónegos de São Jorge de Alga. Era especialmente admirado pelos seus companheiros pelos seus hábitos de pobreza, mortificação e fervor na oração. Durante este período, o mosteiro tornou-se uma congregação de cónegos seculares vivendo em comunidade. Depois da sua ordenação em 1406, Lourenço foi escolhido como prior da sua comunidade e, logo depois, líder da congregação, dando-lhes uma constituição (os cânones), tendo sido tão zeloso na sua divulgação que é, por vezes, erradamente considerado como fundador da Ordem. Por esta altura, foi ordenado Bispo de Castello pelo Papa Eugénio IV. O seu episcopado foi marcado por uma considerável actividade reformista. Em 1451, o Papa Nicolau V tornou a Diocese de Castello do Patriarcado de Grado, com a sé do novo patriarcado em Veneza, com Lourenço como primeiro patriarca, tendo mantido a dignidade do cargo por quatro anos.
Foi canonizado pelo Papa Alexandre VIII, sendo comemorado no calendário litúrgico, a partir de Inocêncio XII a 5 de Setembro, no aniversário da sua elevação a bispo. As suas obras, que consistem em sermões, cartas e tratados sobre a ascese, foram várias vezes reimpressas, sendo a compilação mais conhecida a que foi levada a cabo pelo beneditino P. N. A. Giustiniani, publicado em Veneza em 2 volumes em 1751. Foi biografado por Bernardo Giustiniani, por Scipio Maffei, bem como pelos Bolandistas.